# Atentado de la estación de policía de Tours de 2014
El atentado a la estación de policía de Tours de 2014 se produjo el 20 de diciembre de 2014 cuando un hombre en Joué-lès-Tours, cerca de la ciudad de Tours en el centro de Francia, entró en una comisaría de policía gritando el takbir islámico «Al·lahu-àkbar» («Alá es grande»), y procedió a atacar a los oficiales con un cuchillo, hiriendo a tres antes de que lo mataran.
El ataque es considerado por las autoridades francesas como un acto de terrorismo.

## Perpetrador
El atacante fue identificado como Mussulini Francesco, de 20 años de edad, ciudadano francés y exmúsico de rap nacido en Burundi en 1994. El atacante había tomado el nombre de «Bilal» como su nuevo nombre al convertirse al Islam, y había estado publicando material islamista en su página de Facebook, incluyendo una fotografía de la bandera negra del Estado Islámico.
La ideología radical del atacante había sido reportada a los servicios de seguridad franceses antes del ataque.
En Burundi, un país mayoritariamente cristiano, la policía arrestó al hermano del atacante, Brice Nzohabonayo, un hombre con simpatías islámicas conocidas, y declaró que había informado a las autoridades francesas que ambos hermanos debían ser considerados sospechosos debido a sus opiniones islámicas radicales.

## Consecuencias
Nzohabonayo, recientemente convertido al islam, ha sido llamado «el primero de los lobos solitarios», parte de un «redoble» de atacantes islámicos que golpearon a Francia con actos de terrorismo de lobo solitario en las semanas previas al tiroteo de Charlie Hebdo. Estos ataques comenzaron un mes después de que el Estado Islámico publicara un video el 19 de noviembre de 2014, en francés, instando a musulmanes a llevar a cabo ataques contra no musulmanes con vehículos.
Esta serie de ataques incluía los de Nantes y Dijon. Aunque los ataques ocurrieron en tres días consecutivos, sólo el ataque de Joué-lès-Tours ha sido categorizado oficialmente como un ataque terrorista. Aunque los tres ataques fueron considerados no relacionados entre sí, el gobierno francés aumentó la seguridad de la nación y desplegó a 300 soldados para patrullar las calles de la nación.